# Roman Mählich
Roman Mählich (Wiener Neustadt, Austria, 17 de septiembre de 1971)  es un exfutbolista y actual entrenador austriaco, que se desempeñó como mediocampista y que militó en diversos clubes de Austria. Actualmente está sin equipo.
Fue seleccionado internacional austriaco en 20 oportunidades y no anotó ningún gol. Además, disputó una Copa del Mundo FIFA con el seleccionado de su país.

## Clubes
| Club                | País    | Año         |
| ------------------- | ------- | ----------- |
| Wiener SC           | Austria | 1989 - 1994 |
| FC Tirol Innsbruck  | Austria | 1994 - 1995 |
| Strum Graz          | Austria | 1995 - 2003 |
| SC Untersiebenbrunn | Austria | 2003 - 2004 |
| Austria Viena       | Austria | 2004 - 2006 |
| SK Schwadorf        | Austria | 2007        |
| SV Wienerberg       | Austria | 2007        |
| SCU Kilb            | Austria | 2008        |
| SC Lassee           | Austria | 2009        |

## Selección nacional
Ha sido internacional con la selección de fútbol de Austria, donde jugó 20 partidos internacionales y no anotó goles por dicho seleccionado. Incluso participó con su selección en una sola Copa Mundial. La única Copa del Mundo en que Heraf participó fue la edición de Francia 1998, donde su selección quedó eliminada en la primera fase, siendo tercera de su grupo (que compartió con Italia, Chile y Camerún).